# Кайс бин Ахмед
Кайс бин Ахмед (неизвестно, Оман — май 1808, Хаур-эль-Факкан, Шарджа) — оманский принц из династии Аль Саид, губернатор Сухара (1783—1808), третий сын Ахмеда бин Саида Аль-Бусайди, первого султана Омана из династии Аль Саид. После смерти отца он не раз пытался занять трон.

## Молодость и первое восстание
Кайс бин Ахмед бин Саид Аль-Бусайди был третьим сыном Ахмеда бин Саида (1710—1783), первого султана Омана из династии Аль Саид (1744—1783). Он был описан как «упрямый, амбициозный и склонный доставлять неприятности». Отец назначил его губернатором Сухара, важного порта на севере Омана. Его старший брат Саид ибн Ахмад был избран имамом (1783—1786), когда его отец умер в декабре 1783 года. Имам Саид становился все более непопулярным. В конце 1785 года Кайс бен Ахмад объявил себя независимым. Небольшое число лидеров диссидентов избрали его имамом в Аль-Маснаа, на побережье Эль-Батины. Это восстание вскоре прекратилось.

## Правление Хамида бин Саида и Султана бин Ахмеда
В 1786 году сыну имама Хамиду бин Саиду удалось взять под свой контроль Маскат с его крепостью. Одна за другой крепости Омана подчинялись Хамиду. Саид бин Ахмед больше не имел никакой светской власти. Хамид принял титул шейха и основал свой двор в Маскате. Его отец, Саид ибн Ахмед, остался в Рустаке и сохранил титул имама, но это был чисто символический религиозный титул, который не имел никакой власти. Хамид умер от оспы в марте 1792 года. После смерти Хамида его дядя Султан бин Ахмед взял власть в Маскате под свой контроль. Он был пятым сыном Ахмеда ибн Саида. Чтобы избежать семейных споров, на встрече в Барке он подтвердил, что его брат Саид является имамом в Рустаке, и передал контроль над Сухаром Кайсу ибн Ахмеду. В 1800 году Оман пострадал от вторжения ваххабитов с севера, которые заняли оазис Эль-Бурайми и осадили Кайса бин Ахмеда в Сухаре.

## Второе восстание
Султан ибн Ахмед скончался в 1804 году во время экспедиции в Басру. Он назначил Мухаммеда ибн Насира ибн Мухаммеда аль-Джабри регентом и опекуном двух своих маленьких сыновей, Селима ибн Султана и Саида ибн Султана. Кайс бин Ахмед решил предпринять еще одну попытку захвата власти. В начале 1805 года он присоединился к войскам своего младшего брата Мухаммеда и двинулся вдоль побережья к Матраху, который занял без особого сопротивления. Мухаммед бен Насир пытался откупиться от Кайса крупной ежемесячной рентой. Кайс бин Ахмед отказался, так как у него была растущая поддержка и он был уверен в успехе, и продолжал осаждать Маскат. Мухаммед бен Насир обратился за помощью к Бадру бин Сайфу. Бадр был сыном Сайфа ибн Ахмеда, брата бывшего имама.
Бадр бин Сайф прибыл в Маскат как раз вовремя, чтобы предотвратить его капитуляцию. Он также организовал нападение ваххабитов на Сухар. Кайс соглашается снять осаду в обмен на то, что ему будут переданы Аль-Хабура и часть Эль-Батины. Месяц спустя он вернулся и снова взял Матрах, но был вынужден отступить, когда появились большие морские силы ваххабитов. Он согласился на мир на том основании, что получит Матрах, а также другие места, которые он занял, и ежемесячную субсидию. В июле он разорвал соглашение и снова двинулся на Маскат. Ваххабиты снова напали на Сухар, а Саид ибн Султан двинулся в долину Самаил. Кайс бин Ахмед был вынужден заключить мир и отказался от Матраха и его доходов.

## Смерть
В мае 1808 года Кайс бин Ахмед был убит в Хаур-Факкане в битве с шейхом Султаном Аль-Касими из Рас-эль-Хаймы (Шарджи). У него были сын и дочь. Его сын Аззан Бен Кайс унаследовал пост губернатора Сухара.
Дети:
- сын Саид Аззан бин Кайс бин Имам Ахмед Аль-Бусайди (? — до 22 февраля 1814), губернатор Сухара в 1808—1814 годах. У него было трое сыновей.
- дочь (имя неизвестно), муж — Саид Ахмед бин Саид Аль-Саид (? — 1819), губернатор Маската, старший сын Саида ибн Ахмеда, второго имама Омана.